# 4760 Jia-xiang
4760 Jia-xiang là một tiểu hành tinh vành đai chính với chu kỳ quỹ đạo là 1295.8056032 ngày (3.55 năm). Nó được phát hiện ngày 1 tháng 4 năm 1981.